# インターナショナル・フランツ・リスト・アカデミー
インターナショナル・フランツ・リスト・アカデミー(Internationale Franz Liszt Akademie)は、ドイツ　ケルン市の近郊に位置するレフラートにある音楽教育機関。2010年に設立された。ピアニストであり、ケルン音楽大学およびモーツァルテウム音楽大学にて名誉教授を務めるパーヴェル・ギリロフの弟子らが指導を行っている。コンサートホールを所有。奨学制度を設けている。